# Gasparia manneringi
Gasparia manneringi är en spindelart som först beskrevs av Forster 1964.  Gasparia manneringi ingår i släktet Gasparia och familjen Desidae. Inga underarter finns listade i Catalogue of Life.